# عصوية ذهبية ترابية
عصوية ذهبية ترابية (الاسم العلمي: Chryseobacterium soli) هي نوع من البكتيريا، سلبية الغرام، تتبع جنس عصوية ذهبية.